# Charles Assemekang
Charles Assemekang (Souanké, 16 de junio de 1926-30 de noviembre de 1991) fue un jurista y político congoleño, que se desempeñó como Presidente de la Corte Suprema de Justicia de la República del Conogo y Ministro de Relaciones Exteriores del mismo país.

## Biografía
Nació en junio de 1926 en Souanké, en el Departamento de Sangha. Se educó en Institut des hautes études d'Outre-Mer, obteniendo un Doctorado en Derecho. En enero de 1956, fue secretario general del MSA (Movimiento Social Africano) dirigido por Jacques Napoléon Opangault.
Tras regresar a su país, enseñó en la Universidad de Brazzaville (Actual Universidad Marien Ngouabi), antes de ser designado Ministro de Relaciones Exteriores en 1969 por el presidente Marien Ngouabi. Al año siguiente pasó a ser Presidente de la Corte Suprema de Justicia. Fue miembro del Comité de Defensa de la Revolución y del Comité Central del Partido Congoleño del Trabajo; sin embargo, su carrera política se vio truncada, cuando, en 1971, fue expulsado del partido por «prácticas ocultas», como consecuencia del fallido golpe de Estado liderado por Pierre Kinganga. A pesar de esto, continuó como presidente de la alta corte hasta 1991, cuando fue sucedido por Placide Lenga. Entre 1977 y 1978 fue miembro de la Comisión para investigar el asesinato de Marien Ngouabi y en 1979 se incorporó al Gabinete del Presidente Denis Sassou-Nguesso como Asesor Jurídico.
Falleció en noviembre de 1991. Una fundación, establecida por su hija, lleva su nombre. Su sobrino Auxence Ickonga también fue Ministro de Relaciones Exteriores de la República del Congo.